# Kirby y la tierra olvidada
Kirby y la Tierra Olvidada (en inglés, Kirby and the Forgotten Land) es un videojuego de plataformas de acción desarrollado por HAL Laboratory y publicado por Nintendo para la Nintendo Switch. Es la decimotercera entrega principal de la serie Kirby, la segunda en Switch, así como el primer juego de la serie en 3D completo, excluyendo los spin-offs. El jugador controla a Kirby en una aventura a través de la tierra olvidada titular para rescatar a Waddle Dees secuestrado por el feroz Beast Pack. Para completar cada etapa y salvar a los Waddle Dees, Kirby puede usar una amplia gama de habilidades de copia para ayudar a luchar contra los enemigos y progresar.
Kirby y la Tierra Olvidada fue bien recibido por la crítica, elogiando sus gráficos, diseño de niveles, jugabilidad, banda sonora y cantidad de contenido, y algunos lo calificaron entre los mejores juegos de la serie. Se dirigieron críticas menores al control de Kirby y a los minijefes repetitivos. El juego fue un éxito comercial, vendiendo más de 7,52 millones de copias en marzo de 2024, lo que lo convierte en el juego más vendido de la serie y uno de los más vendidos en Switch.

## Jugabilidad
Kirby and the Forgotten Land es el primer juego de plataformas de la serie con jugabilidad completamente en 3D, donde el jugador debe guiar a Kirby a través de diferentes etapas para salvar a los Waddle Dees al final. Como en la mayoría de los juegos de Kirby, Kirby puede saltar y deslizarse, además de inhalar enemigos y objetos que puede escupir como proyectiles o tragar para obtener la habilidad de copiar. Además de regresar las habilidades de copia, este juego introdujo dos nuevas habilidades de copia en la forma de Taladro y Ranger, así como un nuevo "Modo Boca llena" donde Kirby puede tragar y controlar objetos más grandes, como autos y máquinas expendedoras. Al igual que en Kirby Battle Royale y Kirby and the Rainbow Curse, un segundo jugador puede unirse y jugar como Bandana Waddle Dee, quien usa una lanza como su principal forma de ataque.
Las habilidades de copia se pueden mejorar en la armería de Waddle Dee, en Waddle Dee Town. Estas mejoras fortalecen las habilidades de copia y les otorgan más ataques para que Kirby las use. Para mejorar una habilidad, Kirby necesita Piedras Raras. Estas se pueden obtener completando niveles especiales del Camino del Tesoro que se encuentran a lo largo del juego. Kirby también necesita el plano de la mejora, que se encuentra en un nivel. Tras completar el juego, las Piedras Raras se pueden usar para potenciar una habilidad de copia, aumentando el daño que puede infligir.
El objetivo de cada etapa es rescatar a los Waddle Dees, quienes se liberan al encontrarlos atrapados en jaulas, así como al lograr ciertos objetivos específicos de cada etapa. Una vez rescatados, regresan a Waddle Dee Town, el centro principal del juego. A medida que el jugador rescata más Waddle Dees, el tamaño del pueblo aumenta y se desbloquean minijuegos con los que puede competir en línea por la puntuación más alta. Entre ellos se incluyen la pesca, un trabajo a tiempo parcial en el Café Waddle Dee y un minijuego de puzles similar a Kirby Tilt 'n' Tumble. El juego también es compatible con la funcionalidad Amiibo.

## Argumento
Un día, en el Planeta Popstar, un vórtice oscuro aparece sobre Dream Land y absorbe todo lo que encuentra a su paso. Kirby se encuentra entre los que son absorbidos por el vórtice y se encuentra en una civilización abandonada llamada informalmente el "nuevo mundo", donde descubre que los Waddle Dees de Dream Land están siendo secuestrados por la fauna nativa, Beast Pack. Finalmente, encuentra la ciudad destruida de Waddle Dee y una criatura parecida a una chinchilla llamada Elfilin, que ayudó a los Waddle Dees a establecerse allí. Tras ser rescatado de la manada de bestias, Elfilin le explica a Kirby que él y los Waddle Dees intentaron contraatacar, pero fueron superados. Kirby se ofrece a ayudar a Elfilin a rescatar a los Waddle Dees desaparecidos, y los dos parten juntos (junto con Bandana Waddle Dee, quien acompaña opcionalmente a Kirby).
Mientras Kirby y Elfilin avanzan por el nuevo mundo, rescatando a Waddle Dees y derrotando a los miembros del alto consejo del Beast Pack, los dos descubren que el Rey Dedede está actuando agresivamente y ayudando al Beast Pack por razones desconocidas. Después de que Kirby pelea y derrota a Dedede, este último captura a Elfilin y escapa; Kirby persigue a Dedede y finalmente pelea con él nuevamente. Al destruir una máscara hipnótica que Dedede llevaba, Kirby lo libera del control del Beast Pack y luego asciende a su centro de operaciones, Lab Discovera, para encontrar a Elfilin. Una atracción turística abandonada dentro del laboratorio explica, a través de una narración pregrabada, que un poderoso extraterrestre bajo la etiqueta de identificación ID-F86 una vez intentó invadir el nuevo mundo. Fue capturado por los habitantes anteriores del planeta y colocado en el laboratorio, donde se investigó su capacidad para crear grietas espacio-temporales. Treinta años después de que comenzara la investigación, ID-F86 se dividió en dos mitades durante un "incidente de experimento de deformación". Una mitad, Elfilin, escapó en el caos, mientras que la otra mitad, Fecto Forgo, fue colocada en animación suspendida permanente dentro de la Cápsula Eterna del Laboratorio Discovera.
Kirby luego conoce al líder de la manada de bestias, un león llamado Leongar, que mantiene cautivo a Elfilin. Leongar explica que los habitantes anteriores del nuevo mundo usaron el poder de ID-F86 para partir hacia "una tierra de sueños", y que él pretende hacer lo mismo reuniendo a Fecto Forgo con Elfilin. Después de que Leongar es derrotado, Fecto Forgo despierta; hablando a través de Leongar, revelan que habían formado el Beast Pack al poseer a Leongar, controlando sus acciones por poder. También abrieron vórtices en Dream Land, usando el Beast Pack para hipnotizar al Rey Dedede y secuestrar a los Waddle Dees para trabajar, con el fin de reanudar su invasión. Se liberan de la Cápsula Eterna y consumen a Leongar y al Beast Pack para perseguir a Elfilin; cuando capturan a Elfilin, los dos se combinan en su forma original, Fecto Elfilis. Kirby logra debilitar a Fecto Elfilis lo suficiente para liberar a Elfilin, pero Fecto Elfilis crea un gran vórtice de regreso a Popstar, lo que lo pone en curso de colisión con el nuevo mundo. Kirby derrota por poco a Fecto Elfilis al embestir un camión semirremolque contra ellos; él y Elfilin luego se encuentran de regreso en Dream Land, donde el vórtice aún está abierto. Usando todo su poder, Elfilin sella el vórtice entre los dos mundos, dejando a Kirby atrás. En los créditos, se revela que Elfilin puede abrir sus propios vórtices hacia Popstar, y los habitantes de los dos mundos se vuelven amigos.
Sin embargo, el alma de Leongar permanece atrapada en una dimensión alternativa llamada Forgo Dreams, creada por el poder psíquico de Fecto Forgo y poblada por fantasmas generados por sus recuerdos del Beast Pack. Clawroline, miembro de la manada de bestias y amiga de Leongar, descubre una grieta en Waddle Dee Town que conduce a Forgo Dreams. Al ser absorbidos por esta dimensión, Kirby y Elfilin rescatan a Leongar, quien está poseído por Soul Forgo. Kirby derrota al poseído Leongar, separando a Soul Forgo de su cuerpo. Antes de que puedan atacar a Kirby, una mariposa escarlata vuela hacia el laboratorio, absorbe a Soul Forgo y se transforma en Morpho Knight, un guerrero parecido a una valquiria que se alimenta de almas para absorber su poder. Kirby derrota a Morpho Knight y Leongar es liberado; Soul Forgo absorbe parcialmente el poder de Morpho Knight y desaparece como consecuencia.
Después de esto, se abre un portal misterioso dentro del coliseo de Waddle Dee Town. En un encuentro final opcional, Kirby lucha contra los fantasmas de Forgo Dreams en una carrera contra jefes antes de enfrentarse a los recién formados Elfilis del Caos. Kirby derrota a Chaos Elfilis en una batalla final, y un remanente de su alma se acerca a Elfilin. Este lo acoge en su corazón, permitiendo que sus dos mitades finalmente se reúnan.

## Desarrollo
Hal Laboratory comenzó a adelantar un nuevo juego de Kirby en 2020. El director general Shinya Kumazaki lo describió como la "nueva fase" de la serie y que "culminará los mejores aspectos de Kirby". El director del juego, Tatsuya Kamiyama, explicó cómo el equipo se concentró en hacer que el juego fuera accesible incluso con el cambio de perspectiva a 3D, y al mismo tiempo lograr que fuera satisfactorio para el jugador. La transición a 3D fue descrita como muy desafiante, ya que HAL Laboratory luchó con varios intentos fallidos de llevar la serie Kirby a 3D, que se remontan a la década de 2000, durante el desarrollo inicial de lo que se convirtió en Kirby's Return to Dream Land. Kamiyama finalmente creó una propuesta detallada para un juego de Kirby en 3D que presentaba soluciones a los problemas que HAL Laboratory había enfrentado, incluyendo el diseño de personajes, la jugabilidad y muchos otros aspectos, lo que finalmente permitió comenzar el desarrollo de un título en 3D. Vanpool colaboró en el desarrollo del juego.
Al principio, los testers de Nintendo consideraron que los amplios entornos 3D facilitaban demasiado la jugabilidad, ya que los jugadores podían simplemente alejarse de los ataques enemigos. Sugirieron aumentar la densidad enemiga, pero HAL Laboratory se negó, argumentando que no querían "atormentar" a Kirby ni impedir que los jugadores exploraran pacíficamente el mundo del juego. Para mitigar los problemas con la percepción de profundidad, se modificó la detección de golpes para que un ataque de Kirby golpee a un enemigo si parece haberlo hecho desde la perspectiva del jugador, incluso si el ataque en realidad no se conectó.
Un mes antes del Nintendo Direct de septiembre de 2021, el sitio web oficial de Kirby se actualizó con un texto de marcador de posición, lo que insinuaba además que pronto llegaría un nuevo juego. El juego se reveló oficialmente por primera vez en Nintendo Direct el 23 de septiembre de 2021, después de haber sido mostrado prematuramente en el sitio web de Nintendo seis horas antes. El 12 de enero de 2022 se mostró un segundo tráiler más detallado, que anunció más características del juego, así como la fecha de lanzamiento del 25 de marzo de 2022. Se puso a disposición una demostración gratuita el 3 de marzo de 2022.

## Recepción
Kirby and the Forgotten Land recibió críticas "generalmente favorables", según el agregador de reseñas Metacritic. Los críticos lo aclamaron como uno de los mejores juegos de Kirby jamás creados.
Varios críticos elogiaron el diseño de niveles basado en la exploración, y citaron los desafíos opcionales, los objetos coleccionables y Treasure Road como elementos que le daban a cada nivel una sensación sustancial. Las habilidades de copia actualizables y el modo Boca llena también fueron muy elogiados por la variedad de juego que brindaron mientras seguían siendo parte del diseño central del juego, lo que hizo que el combate y las plataformas fueran consistentemente interesantes como resultado. Las peleas contra jefes también fueron elogiadas por requerir el uso de habilidades de copia, y varios elogiaron la mayor dificultad de Forgotten Land en comparación con entregas anteriores de la franquicia. El diseño visual y la temática de los niveles del juego también fueron elogiados, y la estética postapocalíptica se consideró creativa. El modo cooperativo local fue elogiado por ser divertido y fluido, a la vez que se adapta a los jugadores más jóvenes. El centro de Waddle Dee Town fue elogiado por fomentar la exploración de los jugadores y se consideró una experiencia muy gratificante.

Car-Mouth Kirby, a menudo llamado Carby, ha sido bien recibido por los fanáticos. Poco después de su revelación, Car-Mouth Kirby se agregó a Mario Kart 8 Deluxe a través de un mod no oficial.
Se dirigieron críticas menores al movimiento de Kirby por sentirse limitado y "lento", los entornos arraigados, y los mini-jefes recurrentes que algunos encontraron obsoletos.

### Ventas
Kirby and the Forgotten Land se lanzó en el puesto número 1 en el Reino Unido, convirtiéndose en el primer debut de la serie en encabezar las listas y el cuarto juego de Kirby más vendido en la región. El juego también se lanzó en el puesto número 1 en Japón con el mejor debut físico de la serie, con 380.060 copias vendidas en dos días. El juego vendió 2,1 millones de unidades en dos semanas.
Al 31 de marzo de 2024, Kirby and the Forgotten Land ha vendido 7,52 millones de copias en todo el mundo, lo que lo convierte en el juego más vendido de la franquicia.

### Premios
Kirby and the Forgotten Land fue uno de los diez juegos que recibieron un Premio a la Excelencia en los Japan Game Awards 2022, y también fue nominado a Juego del Año de Nintendo en los Golden Joystick Awards. Ganó el premio al Mejor Juego Familiar en The Game Awards 2022.
| Año  | Premio                            | Categoría                                            | Resultado | Ref.   |
| ---- | --------------------------------- | ---------------------------------------------------- | --------- | ------ |
| 2022 | Japan Game Awards 2022            | Award for Excellence                                 |           | [ 58 ] |
| 2022 | Golden Joystick Awards            | Nintendo Game of the Year                            |           | [ 59 ] |
| 2022 | The Game Awards 2022              | Best Family Game                                     |           | [ 61 ] |
| 2023 | New York Game Awards              | Central Park Children’s Zoo Award for Best Kids Game |           | [ 62 ] |
| 2023 | 19th British Academy Games Awards | Family Game                                          |           | [ 63 ] |
| 2023 | CEDEC Awards                      | Engineering Award                                    |           | [ 64 ] |

## Doblaje
| Personaje                                 | Seiyū original  | Actor de voz original | Doblaje de Hispanoamérica | Doblaje de España      |
| ----------------------------------------- | --------------- | --------------------- | ------------------------- | ---------------------- |
| Kirby                                     | Makiko Ōmoto    | Makiko Ōmoto          | Makiko Ōmoto              | Makiko Ōmoto           |
| Rey Dedede                                | Shinya Kumazaki | Shinya Kumazaki       | Shinya Kumazaki           | Shinya Kumazaki        |
| Elfilin                                   | Kurumi Mamiya   | Kurumi Mamiya         | Kurumi Mamiya             | Kurumi Mamiya          |
| Leongar                                   | Kenta Miyake    | Kenta Miyake          | Kenta Miyake              | Kenta Miyake           |
| Voz guía del tour en Discovera Observatio | Minami Takayama | Kay Cal               | Cristina Lucía Jáuregui   | Elizabeth Sanchez León |

## Lanzamiento
Kirby and the Forgotten Land fue lanzado el 25 de marzo de 2022. Es el primer juego de la saga en contar con un mundo abierto ambientado en 3D, y también fue publicado de manera exclusiva para Nintendo Switch. Se publicará más información en el futuro.